# Musical italiani
Il musical è un genere teatrale, nato nell'Ottocento negli Stati Uniti. In Italia il genere si è diffuso dagli anni cinquanta, grazie a Garinei e Giovannini che a metà degli anni '50 inventarono la commedia musicale e per oltre due decenni sceneggiarono, produssero e allestirono decine di spettacoli. Altri autori scrissero copioni di musical, come il cantautore Tony Cucchiara. Fra i compositori che vi si dedicarono ci furono Armando Trovajoli e Gorni Kramer.

## Storia

### Garinei e Giovannini
Garinei e Giovannini furono i principali scrittori di musical italiani. Nel corso degli anni '50 passarono progressivamente dalla rivista a un genere particolare di musical tutto italiano chiamato commedia musicale, a partire da Attanasio cavallo vanesio (1952), su musiche di Gorni Kramer con l'attore-cantante Renato Rascel. L'opera faceva parte di una trilogia che comprendeva anche Alvaro piuttosto corsaro (1953) e Tobia candita spia del (1954). Le loro commedie musicali si ispiravano fortemente ai musical americani, ma raccoglievano anche molti elementi della rivista. Garinei e Giovannini scrissero numerosi copioni dal 1952 al 1977, fra i quali i famosi Giove in doppiopetto, Buonanotte Bettina, Rinaldo in campo, Aggiungi un posto a tavola, Rugantino. Loro spettacoli furono rappresentati anche fuori dall'Italia, come Rugantino messo in scena a Broadway nel 1964 e in Canada, Aggiungi un posto a tavola andato in scena in Spagna, Inghilterra, Austria, Germania, Argentina, Cile, Messico, Venezuela, Brasile,  Rinaldo in campo che andò in scena in Russia e in Francia.

### Anni '70 e '80
Negli anni settanta e ottanta molti musical furono scritti da Tony Cucchiara, come Caino e Abele e  Pipino Il Breve. Sempre negli anni settanta, Roberto De Simone scrisse alcuni musical in lingua napoletana come Masaniello ispirato al famoso pescatore che nel 1647 fece una rivolta contro i Borboni, poi La gatta Cenerentola ispirato a un racconto nella raccolta Lo cunto de li cunti di Giambattista Basile. Altri musical sono Cyrano nel 1978 con le musiche di Domenico Modugno. Nel 1981 ando in scena Forza venite gente musical di Mario Castellaci ispirato alla storia di San Francesco.

### Anni '90
Negli anni novanta Tato Russo scrisse vari musical come Masaniello, poi il musical I cavalieri della Tavola Rotonda con Gianfranco D'Angelo nel 1995.

### Anni 2000
Negli anni 2000 e ancora oggi, molti musical si ispirano a fiabe o a grandi romanzi, come Pinocchio - Il grande Musical ispirato all'omonimo romanzo di Carlo Collodi nel 2006, I promessi sposi di Tato Russo nel 2000 ispirato all'omonimo romanzo di Alessandro Manzoni.
Nel 2010 Eduardo Tartaglia scrisse un musical ispirato al romanzo di Lewis Carol, Alice nel paese delle meraviglie.

## Commedie musicali emusicalitaliani

### Commedie musicali

#### Garinei e Giovannini
- Attanasio cavallo vanesio (1952) con Renato Rascel
- Alvaro piuttosto corsaro (1953) con Renato Rascel
- Tobia la candida spia (1954) con Renato Rascel
- Giove in doppiopetto (1954) - con Carlo Dapporto e Delia Scala
- La padrona di Raggio di luna (1955) - con Andreina Pagnani ed Ernesto Calindri
- Carlo, non farlo! (1955) - con Carlo Dapporto, Lauretta Masiero, Lisetta Nava, Elio Pandolfi e il Quartetto Cetra
- La granduchessa e i camerieri (1955) - con Wanda Osiris, Gino Bramieri e Billi e Riva
- Buonanotte Bettina (1956, 1957, 1963) con Walter Chiari, Delia Scala, Paolo Panelli e Odoardo Spadaro
- Un paio d'ali (1957) con Renato Rascel, Giovanna Ralli e Mario Carotenuto
- L'adorabile Giulio (1957) con Carlo Dapporto, Delia Scala, Paolo Panelli e Teddy Reno
- Un trapezio per Lisistrata (1958), con Paolo Panelli, Mario Carotenuto, Nino Manfredi e Delia Scala
- Un mandarino per Teo (1960) con Walter Chiari, Alberto Bonucci, Ave Ninchi e Sandra Mondaini
- Rascelinaria (1960) con Renato Rascel
- Delia Scala show (1961) con Delia Scala
- Rinaldo in campo (1961) con Domenico Modugno, Delia Scala, Franco Franchi e Ciccio Ingrassia
- Enrico '61 (1961) con Renato Rascel
- Rugantino (1962) con Nino Manfredi, Lea Massari, Bice Valori e Aldo Fabrizi
- Il giorno della tartaruga (1964) con Renato Rascel e Delia Scala
- Ciao Rudy (1966, 1972) con Marcello Mastroianni
- Viola, violino e viola d'amore (1967) con Enrico Maria Salerno e le gemelle Kessler
- Angeli in bandiera (1969) con Gino Bramieri e Milva
- Alleluja brava gente (1970) con Renato Rascel e Gigi Proietti
- Aggiungi un posto a tavola (1974) con Johnny Dorelli, Daniela Goggi, Paolo Panelli e Bice Valori

#### Pietro Garinei
- Accendiamo la lampada (1979) con Johnny Dorelli, Gloria Guida

#### Altri
- Due in allegria e cinque in armonia (1958) di Amedeo Sollazzo
- Se il tempo fosse un gambero (1986) di Iaia Fiastri e Bernardino Zapponi
- I sette re di Roma (1989) di Luigi Magni

### Musical

#### Tony Cucchiara
- Caino e Abele (1972)
- Storia di Periferia (1974)
- Pipino il Breve (1978)
- La Baronessa di Carini (1980)
- La Ballata del Bene e del Male (1982)
- Swing (1985)
- Giobbe (1985)
- La Fanciulla che campava di vento (1985)
- I sogni nel Baule (1986)
- Stracci (1986)
- Don Chisciotto di Girgenti (1990)
- Che disastro, sono una figlia d'Arte ! (1990)
- L'altra Cenerentola (1997)
- Troglostory (2009)

#### Autori vari
- Tommaso d'Amalfi (1963) di Eduardo De Filippo musiche di Domenico Modugno
- Masaniello (1974) di Elvio Porta ed Armando Pugliese, musiche di Roberto De Simone
- La gatta Cenerentola (1976) di Roberto De Simone
- Cyrano (1978) di Riccardo Pazzaglia e Domenico Modugno
- La commedia di Gaetanaccio (1978) di Luigi Magni
- Bravo! (1981)
- Forza venite gente (1981) di Mario Castellacci, Piero Castellacci, Piero Palumbo, musiche di Michele Paulicelli, Giancarlo De Matteis, Giampaolo Belardinelli
- Sono momentaneamte a Broadway (1985)
- I cavalieri della Tavola Rotonda (1995) di Galli e Capone
- Masaniello - il musical (1996) di Tato Russo
- Hollywood - Ritratti di un divo (1998) di Guido Morra musiche di Gianni Togni
- Dance! (2000) di Duccio Camerini e Chiara Noschese
- I promessi sposi Musical (2000) di Tato Russo
- Salvatore Giuliano (musical) (2001) di Dino Scuderi
- Sparpagghiò la storia e la morte (2001) di Giovanni Allevi
- C'era una volta .... Scugnizzi (2002) di Claudio Mattone ed Enrico Vaime
- Il ritratto di Dorian Gray (2002) di Tato Russo
- Pinocchio - Il grande musical (2003) musiche dei Pooh
- Peter Pan, il musical (2006) musiche di Edoardo Bennato
- il principe della gioventù (2007) di Riz Ortolani e Ugo Chiti
- Maria di Nazareth. Una storia che continua .... (2008) musiche di Stelvio Cipriani
- Robin Hood - Il musica (2009) libretto e musiche di Beppe Dati
- Heidi - Il musical (2010) di Maurizio Colombi musiche di  Giovanni Maria Lori
- Alice nel Paese delle Meraviglie - Il musical (2010) di Eduardo Tartaglia musiche di Giovanni Maria Lori
- Aladin (2010) di Stefano D'Orazio musiche dei Pooh
- Cangiari (2010) di Giovanna Manola musiche di Strummula
- Biancaneve il Musical (2011) di Enrico Botta, musiche di Daniele Biagini
- L'Arca di Giada (2011) di Daniela Fusco, musiche di Toni Verde
- Dr. Jekyll Mr. Hyde Sogni e Visioni (2011) di Giancarlo Sepe
- La fattoria degli Animali (2011) di Tommaso Paolucci e Ada Borgiani, musiche di Aldo Passarini
- Giulietta e Romeo Live 3D (2012) di [Massimo Smith], musiche di Bruno Coli
- Quanti amori! (2012) di Eduardo Tartaglia, musiche di Gigi D'Alessio
- L'acqua cheta il musical (2012) di Augusto Novelli, musiche di Giuseppe Pietri
- Viva Zorro il musical (2012) di Stefano D'Orazio musiche Roby Facchinetti, Medina Produzioni
- Titanic il musical (2012) di Federico Bellone, musiche di Federico Bellone e Cristiano Alberghini.
- La colpa è dei grandi ? (2013) di Mauro Mandolini, Donatella Brocco, Serena Costantini, musiche di Davide Misiano
- Cercasi Cenerentola (2014) di Saverio Marconi e Stefano D'Orazio musiche di Stefano Cenci.
- Come Erika e Omar (2014) di Tobia Rossi musiche di Francesco Lori
- Diario di una compagnia (2014) di Giovanna Manola e Antonio Indelicato musiche di William Grosso
- Geronimo Stilton nel regno della fantasia il musical (2014) di Matteo Gastaldo musiche di Fabio Serri
- Oscar (2014) di Masolino D'Amico musiche di Germano Mazzocchetti
- Diva il musical (2015) di Barbato e Renato Giordano musiche di Vincenzo Incenzo
- Rapunzel il musical (2015) di Maurizio Colombi, Federico Del Vecchio e Giulio Nannini musiche di Davide Magnabosco, Alex Procacci e Paolo Barillari.
- Il marchese del grillo il musical (2015) di Massimo Romeo Piparo musiche di Nicola Piovani
- Burattino senza fili il musical (2015) di Maurizio Colombi musiche di Edoardo Bennato
- Valjean (2015) di Fulvio Crivello e Fabrizio Rizzolo musiche di Sandro Cuccuini
- 70 volte 7 The drama musical (2016) di Marisa Della Pasqua musiche di Maurizio Desinan
- Lancillotto, l'amore tutto trasforma - il musical (2017) di Alessandro e Claudio Bagnato, Christian Gara, musiche di Alessandro Bagnato e Christian Gara.

## Autori e compositori dimusicalitaliani

### Autori
- Garinei e Giovannini
- Iaia Fiastri
- Roberto De Simone
- Tony Cucchiara
- Tato Russo
- Andrea Ortis
- Gianmario Pagano

### Compositori
- Gorni Kramer
- Armando Trovajoli
- Nicola Piovani

### Compositori e interpreti
- Domenico Modugno
- Renato Rascel
- Tony Cucchiara
- Roberto De Simone
- Pooh
- Edoardo Bennato